# Technorati
Technorati è stato un motore di ricerca dedicato al mondo dei blog. Dal dicembre 2005 Technorati ha indicizzato più di 20 milioni di blog. Technorati è stato fondato da Dave Sifry e la sede è presso San Francisco, California, Stati Uniti d'America.
Il termine technorati è una crasi, cioè un termine nato dall'unione di due parole: Technological literati (traducibile in italiano come intellettuali tecnologici).
La nuova versione del motore di ricerca è focalizzata sulla blogosfera in lingua inglese, quindi non supporta più i post scritti in altre lingue, e nemmeno quelli bilingui.
Nel 2016 Synacor acquisisce Technorati per $3 milioni.